# Barca (Libia)

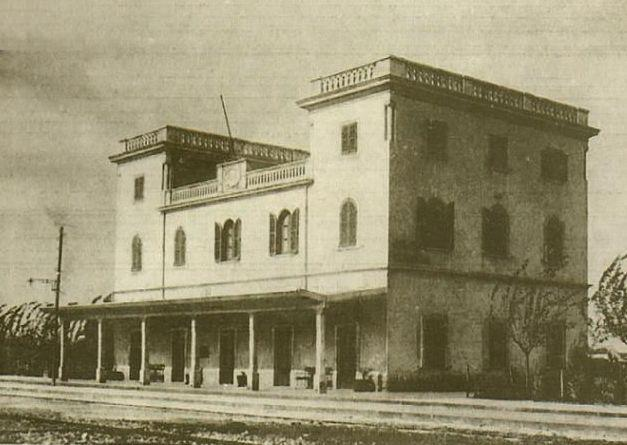
Estación ferroviaria en los años 30, en la época de la ocupación italiana de Libia.

Barca (en griego antiguo: Βάρκη; en árabe: برقة‎) fue una antigua colonia griega y después romana y ciudad bizantina, del norte de África. Está enclavada en la costa de la moderna Libia, al oeste de Cirene. Formó parte de la Pentápolis cirenaica junto con Cirene. No debe confundirse con Barca o Barqah, nombres alternativos del Estado y la provincia de Cirenaica.
Según la mayoría de los arqueólogos estaba situada en Al Marj, pero Alexander Graham la sitúa en Ptolemaida.

## Historia
Barca fue fundada (554 a. C.) a unos 100 km al suroeste de Cirene por los hermanos de Arcesilao I de Cirene, que abandonaron esta ciudad debido a las discrepancias que sostuvieron. Sublevaron a los libios de Barca contra el rey de Cirene, el cual marchó contra estos, los cuales huyeron hasta que decidieron atacarle y en el enfrentamiento consiguieron la victoria sobre los hoplitas cireneos, que sufrieron 7000 bajas.
Arcesilao III de Cirene, sexto monarca de la dinastía de los Batíadas, se casó con la hija de Alacir, rey de los barceos. Exiliados de Cirene y ciudadanos de Barca asesinaron a ambos. Feretima, madre de Arcesilao, quien era la que en realidad gobernaba Cirene, se refugió en Egipto al enterarse de que su hijo había muerto en Barca, aunque antes se refugió en Salamina de Chipre implorando ayuda a Eveltón que no aceptó prestaserla. Egipto ya era una provincia del Imperio aqueménida en aquella época y Feretima exhortó al gobernador de Egipto, Ariandes, que se invadiese Barca y así castigar a los asesinos de su hijo. El asedio fue largo (nueve meses) y los persas usaban la estrategia de cavar túneles y minas en dirección a la ciudad, o bien para entrar directamente o para derribar las murallas. Heródoto nos cuenta que un herrero de la ciudad descubrió las minas al hacer caer un escudo de cobre que al caer sobre el terreno donde había debajo alguna galería subterránea creaba un ruido metálico y eco que apuntaban donde estaban las minas y así poder cavar una contramina. Al no poder rendir la plaza por la fuerza, Amasis hizo uso de una estratagema. Mandó cavar un foso de noche y después puso unos tablones por encima del foso y cubrió estos con arena disimulando el foso. Amasis parlamentó con los barceos haciendo un armisticio que hizo jurar mientras el suelo permaneciese como estaba antes. Los barceos lo aceptaron, abriendo las puertas de la ciudad y permitiendo entrar a la ciudad a los soldados persas. Entonces Amasis descubrió el foso, y, haciendo honor al juramento, tomó la ciudad. Feretima, tomada ya la ciudad, dio orden de que a todos aquellos que conspiraron contra su hijo fuesen empalados y a sus mujeres cortadas los senos. A los inocentes del asesinato les permitió seguir poblando la ciudad. Los persas tomaron a muchos de los ciudadanos como prisioneros y los deportaron a Bactria donde se les permitió fundar una ciudad que la llamaron Barca.
En tiempos del rey aqueménida Darío I, entre Barca y Cirene tributaban 700 talentos al Imperio aqueménida.
Barca formó parte del Exarcado de África hasta que fue conquistada por los árabes en 643-644 durante la conquista musulmana del Magreb. Fue la capital de Barqah, provincia del Califato Fatimí. 
Los turcos otomanos, que conquistaron la región en 1521 utilizaron el término turco Barka para la provincia, pero no conservó el estatus de capital.